# Yankee Lake, Ohio
Yankee Lake là một làng thuộc quận Trumbull, tiểu bang Ohio, Hoa Kỳ. Năm 2010, dân số của làng này là 79 người.

## Dân số
- Dân số năm 2000: 99 người.
- Dân số năm 2010: 79 người.